# Saprinus semirosus
Saprinus semirosus är en skalbaggsart som beskrevs av Sylvain Auguste de Marseul 1870. Saprinus semirosus ingår i släktet Saprinus och familjen stumpbaggar. Inga underarter finns listade i Catalogue of Life.